# کارایمان پیک
کارایمان پیک (به لاتین: Caraiman Peak) یک کوه در رومانی است که در رومانی واقع شده‌است. کارایمان پیک ۲٬۳۸۴ متر بالاتر از سطح دریا واقع شده‌است.